# 雷金纳德·波茨
雷金纳德·休伯特·波茨（英語：Reginald Hubert Potts，1892年1月3日—1968年3月21日），生于伦敦，英国男子竞技体操运动员。他曾获得1912年夏季奥运会体操比赛男子团体全能铜牌。他于1968年在沃辛去世。